# Galega officinalis

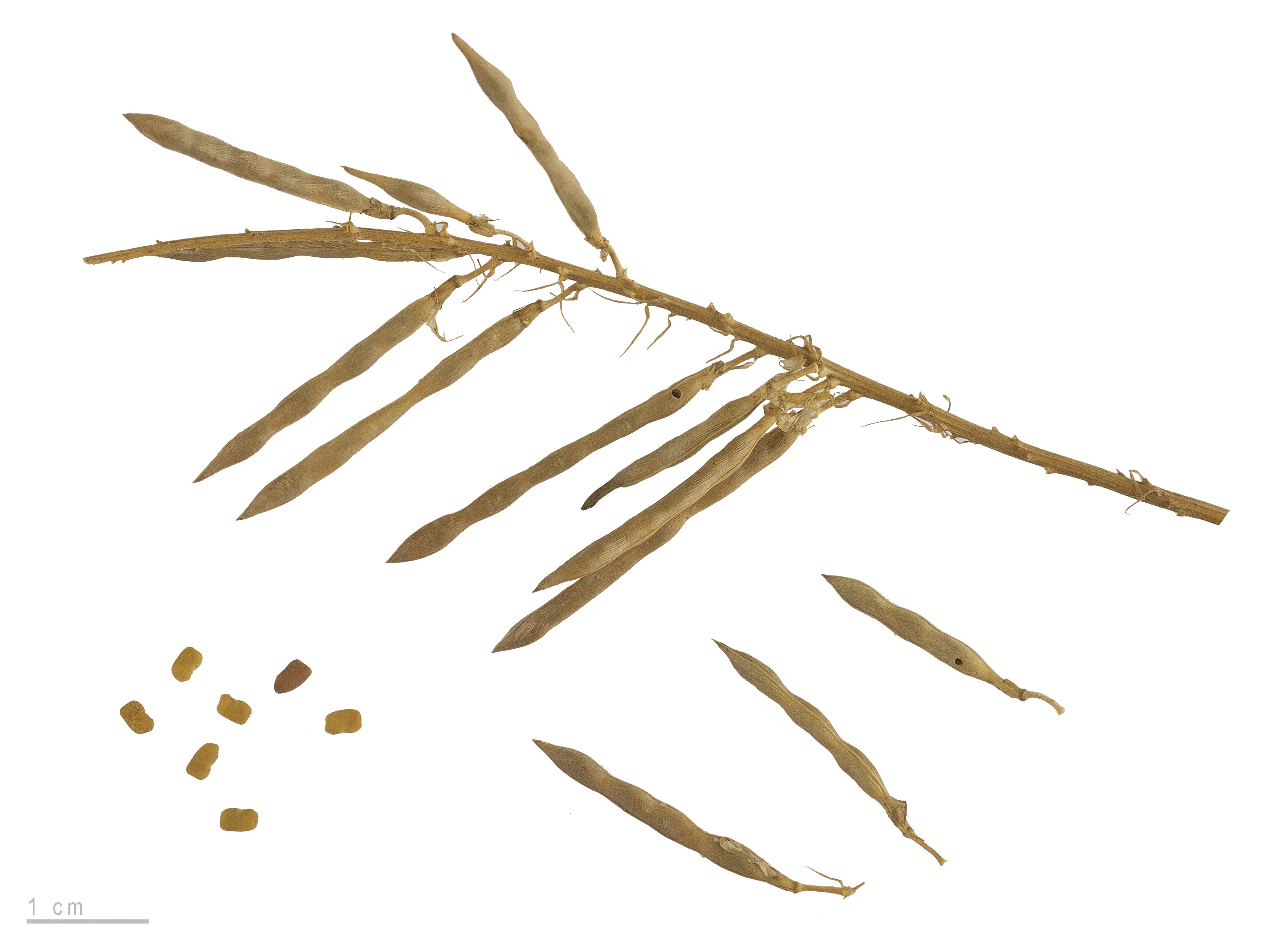
Galega officinalis - MHNT

Galega officinalis, llamada popularmente galega o ruda cabruna, es una especie herbácea perteneciente a la familia de las fabáceas.

## Características
Es una planta herbácea perenne que alcanza 70-100 cm de altura. Tallo erecto. Hojas que surgen de la raíz, alternas, compuestas parecidas a la arveja, con peciolo corto y de color verde brillante. Los foliolos son lanceolados y terminan en punta. Las flores son muy hermosas de color rosa lila o púrpura y crecen axilares formando racimos largos. El cáliz tiene cinco lóbulos, los estambres están unidos entre sí. El fruto es una legumbre seca con 3-5 semillas brillantes.

## Distribución y hábitat
Es original de Europa central y meridional, Asia Menor e Irán,  en España se encuentra desde el río Guadiana al Guadiaro.
Crece en campos húmedos, hábitats arenosos inundados cercanos a arroyos o zanjas.  Es una planta perenne y viva durante el transcurso del año, aunque en los inviernos desaparece todo vestigio de vida y a la llegada del mes de abril, retoma su proceso vital con el nacimiento de nuevas plantas de las que resurgen otra vez nuevas hojas y órganos reproductores.

## Principios activos

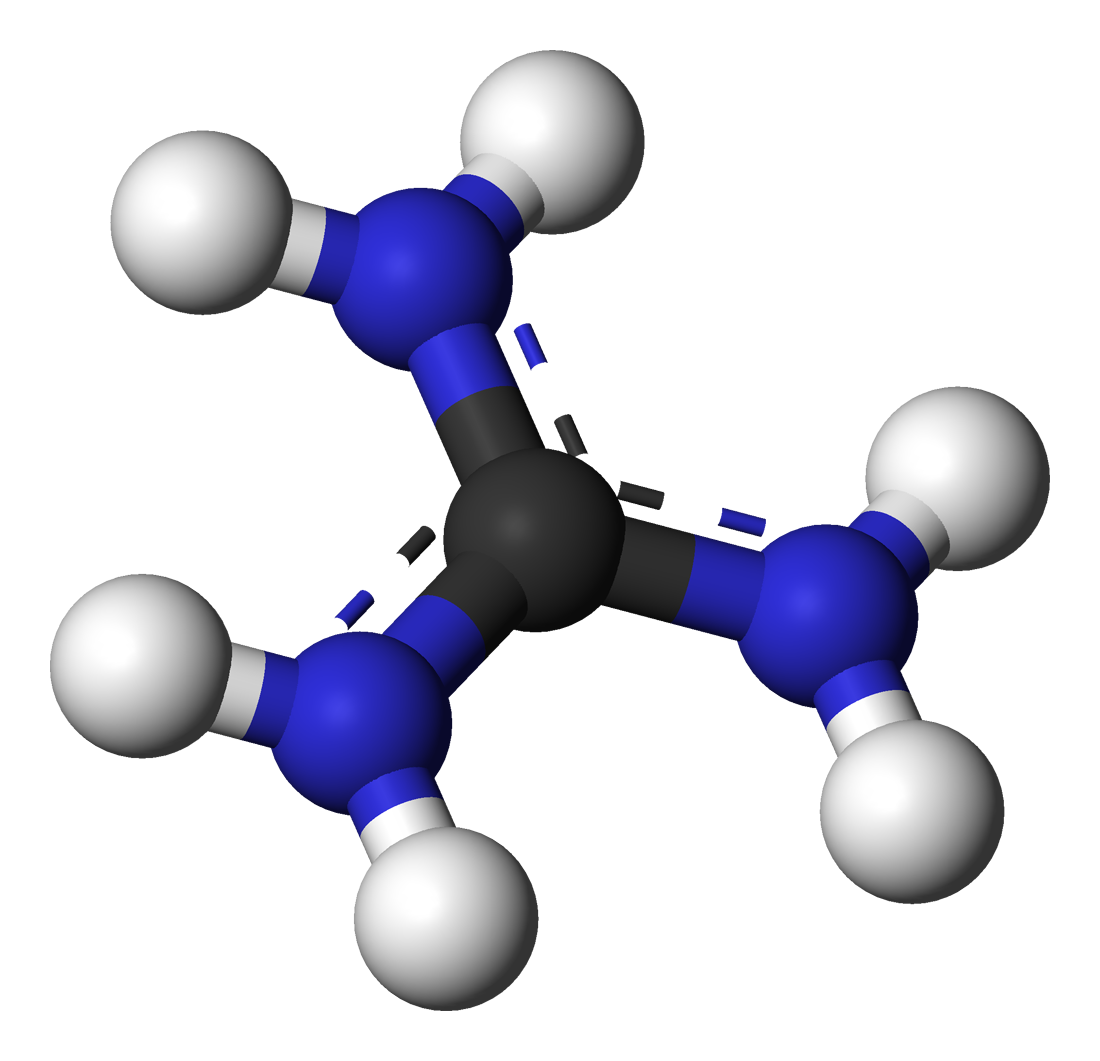
Estructura de la guanidina.

- derivados de la guanidina como la galegina
- d-peganina y hidroxigalegina
- Flavonoides: galuteolina.
- Taninos
- Saponósidos
- Principios amargos

## Usos medicinales
Se emplea en forma de tisana en la diabetes mellitus (contiene galegina, una sustancia antihiperglucemiante) y para estimular la actividad de las glándulas mamarias durante la lactancia. Indicado para estados en los que se requiere un aumento de la diuresis: afecciones genitourinarias (cistitis, ureteritis, uretritis, oliguria, urolitiasis), hiperuricemia (gota), hipertensión arterial, edemas y sobrepeso con retención de líquidos. Es por tanto un coadyuvante en el tratamiento de la diabetes.

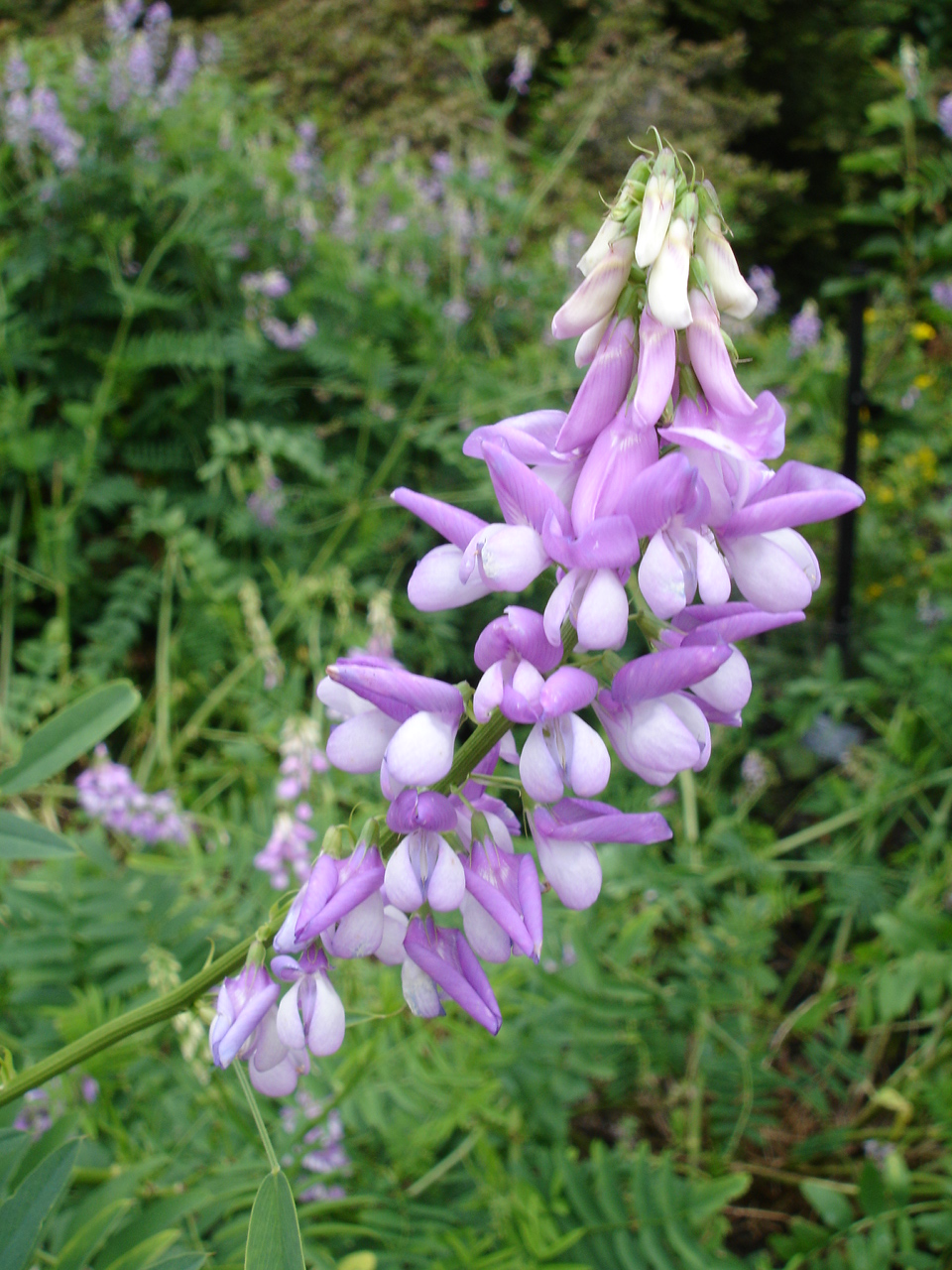
Inflorescencia

## Taxonomía
Galega officinalis fue descrita por Carlos Linneo y publicado en Species Plantarum 2: 714. 1753
Etimología
Galega  (según Archangel 1882), proviene del griego gala que significa "leche", y de ega (provocar) ya que era utilizada como galactógeno en pequeños animales domésticos. 
officinalis: epíteto latino que significa "planta medicinal de uso en medicina y herbolarios".
Sinonimia
- Galega vulgaris Lam.
- Galega tricolor Hook. 1825
- Galega persica Pers. 1807
- Galega patula Steven 1856
- Galega coronilloides Freyn & Sint. 1893
- Galega bicolor Regel 1868
- Galega africana Mill. 1768
- Callotropis tricolor (Hook.) G.Don[3]

## Nombre común
- galega, gallega, hierba cabruna, hierba galega, indigo falso, ruda cabruna, ruda capraria, ruda galega, yerba galega, yerba gallega.[4]

En Argentina:
- alfalfa gallega[5] que es el nombre patrón propuesto por Petetín en 1984,[6] también llamada afalfa inglesa.[5]